# Säule (Jonglieren)
Die Säule ist ein Jongliermuster, das sich mit jeder Anzahl von Bällen jonglieren lässt. 
Bei der Säule werden die Bälle in einer Hand jongliert, wobei variabel ist, ob die Bälle einen großen Kreis bilden, neben- oder voreinander auf- und absteigen oder andere Muster bilden.
Auch das Jonglieren von Säulen in beiden Händen ist möglich und nicht wesentlich schwieriger.
Beim one up two up werden der innere Ball einzeln, dann die äußeren beiden Bälle gleichzeitig gerade hoch geworfen. Alle Bälle erreichen dabei optimalerweise die gleiche Höhe. Der Siteswap dieses Tricks ist (4,4)(4,0).